# Regina Kalinitjenko
Regina Kalinitjenko tidligere Sjimkute, russisk: Регина Зигманто Калиниченко(Шимкуте) tr. Regina Sigmanto Kalinitjenko (Sjimkute); født d. 21. december 1985 i Kherson, Ukrainske SSR) er en ukrainsk russisk håndboldspiller, der bl.a spillede for Rostov-Don og Ruslands håndboldlandshold, men som indstillede sin karriere i 2020.